# Strong City (Oklahoma)
Strong City is een plaats (town) in de Amerikaanse staat Oklahoma, en valt bestuurlijk gezien onder Roger Mills County.

## Demografie
Bij de volkstelling in 2000 werd het aantal inwoners vastgesteld op 42.
In 2006 is het aantal inwoners door het United States Census Bureau geschat op 41, een daling van 1 (-2,4%).

## Geografie
Volgens het United States Census Bureau beslaat de plaats een oppervlakte van
1,3 km², geheel bestaande uit land. Strong City ligt op ongeveer 574 m boven zeeniveau.

## Plaatsen in de nabije omgeving
De onderstaande figuur toont nabijgelegen plaatsen in een straal van 36 km rond Strong City.